# Козлаково (Калузька область)
Козлаково (рос. Козлаково) — присілок в Ізносковському районі Калузької області Російської Федерації.
Населення становить 2 особи. Входить до складу муніципального утворення Присілок Михали.

## Історія
Від 2004 року входить до складу муніципального утворення Присілок Михали

## Населення
| 2002 | 2010 |
| ---- | ---- |
| 2    | →2   |